# Giga Texas
A Gigafactory Texas (más néven Tesla Gigafactory 5 vagy Giga Texas) egy autóipari gyártóüzem a texasi Austin közelében, amelyet a Tesla, Inc. 2020 júliusa óta épít. A Tesla célja, hogy 2021 vége előtt megkezdődjön az első gyártás, 2022-ben pedig a sorozatgyártás.
A gyár a tervek szerint Tesla Model Y előállításval indul, majd a későbbiek során Tesla Cybertruck autókat is gyárt majd az Egyesült Államok keleti részén. Ez a Tesla új főhadiszállásának helyszíne is.
Ez az ország második legnagyobb gyára méretét tekintve, valamint a világ második legnagyobb épülete térfogatát tekintve.